# Saint-Denis-le-Ferment
Saint-Denis-le-Ferment és una població i comuna francesa, en la regió de Normandia, departament de l'Eure.